# Johan Wattrang
Johan Wattrang, född 1 mars 1619 i Södermanland, död 11 januari 1680 i Stockholm, var en svensk assessor och häradshövding.
Han var son till häradsprosten Johannes Wattrangius (död 1652) och Brita Mikaelsdotter Roslagia (1595-1667) som var dotter till kaplanen Mikael Laurentii Roslagius (död 1618) samt gift första gången 1652 med Britta Barckman (1630-1672) som var dotter till handelsmannen Jakob Barckman och från 1678 med Helena Lagerqvist (1646-1701) som var dotter till lagmannen Erik Lagerqvist (1609-1692). Paret fick fyra barn varav sonen Hans (1653-1678) blev härdashövding. Han var bror till livmedikusen Zakarias Wattrang (1620-1687), kyrkoherden Isak Wattrangius (1628-1686 och revisionssekreteraren Jakob Wattrang
(1630-1698).
Wattrang blev student vid Uppsala universitet 1633 och magister där 1642. Därefter bedrev han studier utomlands innan han blev hovmästare hos riksskattmästaren Gabriel Oxenstierna 1650 och sekreterare i Svea hovrätt 1652 samt assessor där 1653. Wattrang blev häradshövding i Grythytte-, Nora- och Lindes bergslager i Västmanland 1655. Som gårdsägare drev han gårdarna Glasberga och Högbovik.
Han adlades 1654 och introducerades samma år under nummer 581 som senare ändrades till nummer 612. Wattrang är begravd i Storkyrkan i Stockholm. Den likpredikan som hölls över Wattrang är utgiven av Petrus Grubb.